# Onverwacht

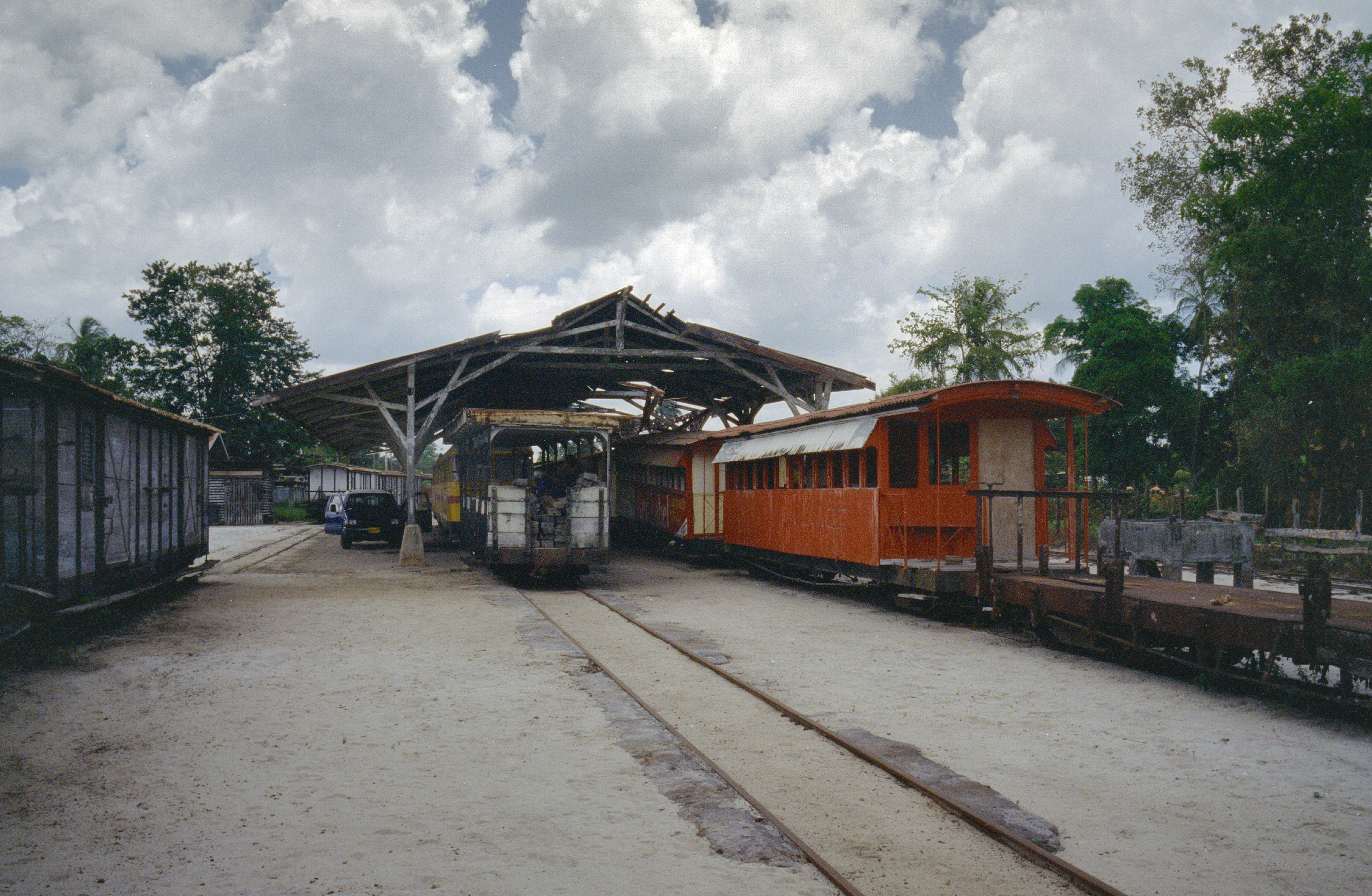
Antiga estação ferroviária em Onverwacht

Onverwacht é a segunda maior cidade do Suriname e capital do distrito de Pará no noroeste do país e conta com cerca de 2 000 habitantes.
Onverwacht (em sranan tongo: Bose) é uma cidade e capital do distrito do Pará em Suriname, na área de Jawasikreek. Tem uma população de cerca de 2000 habitantes.
Originalmente Onverwacht era uma plantação de tabaco. Durante a primeira metade do século XVIII, recebeu o nome em Sranan Tongo de "Bose", em homenagem ao seu proprietário que tinha o sobrenome Bossé.
Após a abolição da escravatura em 1863, oito ex-escravos compraram extensões de terra na região e iniciaram a arborização dedicando-se à exploração madeireira. Em 1968 a administração criou um centro administrativo e o distrito do Pará, com a cidade tornando-se sua capital.

## Estação Ferroviária
Até meados da década de 1980, Onverwacht era uma estação da linha férrea Lawaspoorweg, construída entre 1903 e 1912. Esta linha ferroviária foi projetada para transportar pessoas e ouro de Lawagebied para Paramaribo. A rota ia da Praça Vaillant, em Paramaribo, até a Cable Station, em homenagem ao teleférico de 300m que existia ali. Houve tentativas do empresário Peter Sul na década de 1990 de revitalizar a linha para fins turísticos.